# 新疆维吾尔自治区新源监狱
新疆维吾尔自治区新源监狱是位于中华人民共和国新疆维吾尔自治区伊犁哈萨克自治州新源县喀拉布拉镇:22的一所监狱，隶属于新疆维吾尔自治区司法厅监狱管理局。
1961年建立。或说1962年3月26日，新源县公安农场建立:50。1992年时，称哈拉布拉劳改支队。1990年代，新疆各监狱单位正式更名为“监狱”。正式命名为新源监狱时间不详。
监狱占地4.98万亩，北依巩乃斯河，南傍特克斯河。特克斯河为其农业用水来源。三分之一耕地为盐碱地:22。所在区域亦以“新源县公安农场”之名列为新源县的一个类似乡级单位。

## 行政区划
新疆维吾尔自治区新源监狱下辖以下地区：
公安农场虚拟生活区。